# 石井象二郎
石井 象二郎（いしい しょうじろう、1915年2月12日 - 2004年12月10日）は、日本の昆虫学者・農学者。

## 略歴
大阪府大阪市出身。1937年東京高等農林学校（現東京農工大学）卒業。農林省農事試験場昆虫部、佐賀県立農事試験場を経て、1946年京都帝国大学農学部卒。1956年「アズキゾウムシの寄生選好に関する研究」により、農学博士の学位を取得。農林省農業技術研究所技官を経て、1963年京都大学農学部教授となる。1978年定年退官、名誉教授。ゴキブリの集合フェロモンを発見し、昆虫の生理生化学的研究を進めた。日本応用動物昆虫学会会長、日本昆虫学会会長を務めた。1991年『イラガのマユのなぞ わたしの研究』で日本科学読物賞受賞。

## 著書
- 『農薬小事典』朝倉書店（農業百科文庫）1954
- 『昆虫の生活』竹内途夫絵 三十書房（少年少女科学の研究室）1955
- 『新しい農薬の使い方』農山漁村文化協会 1956
- 『農薬』朝倉書店（最新農業講座）1958
- 『昆虫の生理活性物質』南江堂（化学の領域選書）1969
- 『昆虫学への招待』1970 岩波新書
- 『害虫との戦い 農薬の功罪』大日本図書 1974
- 『ゴキブリの話 よみもの昆虫記』図鑑の北隆館 1976
- 『昆虫と化学』玉川大学出版部（玉川選書）1979
- 『昆虫生理学』培風館 1982
- 『イラガのマユのなぞ わたしの研究』津田かつみ絵 偕成社（わたしのノンフィクション）1989
- 『昆虫博物館』修学館 1989
- 『アリに知恵はあるか? わたしの研究』つだかつみ絵 偕成社（わたしのノンフィクション）1991
- 『虫はなぜガラス窓をあるけるのか? わたしの研究』つだかつみ絵 偕成社（わたしのノンフィクション）1993
- 『虫に食べられないアズキを求めて 一昆虫学者の戦中と戦後』偕成社（人間ライブラリー）1995
- 『モンシロチョウの観察』つだかつみ絵 偕成社（わたしの研究）2000

### 共編著
- 『農薬と防除機具』今井正信共著 産業図書 1953
- 『殺虫剤と害虫防除法』石井悌共著 養賢堂 (農業ブレッティン)1954
- 『昆虫実験法』深谷昌次、山崎輝男共編 日本植物防疫協会 1959
- 『行動から見た昆虫』全4巻 大島長造・立田栄光・日高敏隆共編 培風館 1978-1979
- 『昆虫学最近の進歩』編 東京大学出版会 1981
- 『ミバエの根絶 理論と実際』桐谷圭治、古茶武男共編 農林水産航空協会 1985